# Festival culturel du Tibet et des peuples de l'Himalaya
Depuis l’an 2000, le Festival culturel du Tibet et des peuples de l'Himalaya, un festival associatif annuel est organisé par la Maison du Tibet. Son but est de mieux faire connaître en France la culture tibétaine et des peuples de l'Himalaya, et la situation au Tibet. On y assiste à des danses et des chants folkloriques ou sacrés, à la création d'un mandala de sables, à des projections de films, ainsi qu'à un concert. On y trouve artisanat et gastronomie tibétaine et des peuples de l'Himalaya. Il se tient au bord du lac Daumesnil sur le site de la pagode de Vincennes.

## Histoire
Le festival a débuté en septembre 2000.
En 2014, le peintre et illustrateur Eric Bouvet expose des tableaux sur le thème du Tibet.